# Телевизијски пренос Олимпијских игара
Олимпијске игре се емитују на телевизији од Летњих олимпијских игара 1936. године.

## 1930-е
Игре из 1936. године које су биле одржане у Берлину су преношене путем затворене телевизије у различитим салама за гледање. Преноси игара били су доступни у више од двадесетак дворана у Берлину, Лајпцигу и Потсдаму и Олимпијском селу.

## 1940-е

### Летње олимпијске игре 1948. године
Би-Би-Си је преносио летње олимпијске игре 1948. године на свом телевизијском сервису, уживо са стадиона Вембли. Покривеност је углавном била ограничена на област Лондона, али је сигнал био доступан чак и на Каналским острвима.

## 1950-е
Телевизија је уведена на подручје Аустралије на време за потребе игара у Мелбурну 1956. године. То су биле прве игре чија су права на емитовање била продата.
RAI је реализовао прву покривеност Зимских олимпијских игара икада. Преноси су се преносили уживо преко Евровизије у Аустрију, Белгију, Данску, Француску, Западну Немачку, Луксембург, Холандију, Уједињено Краљевство и Швајцарску.

## 1960-е
CBS је платио 50.000 долара за право преноса игара у Сједињеним Државама, и ово је био први пут да су Зимске олимпијске игре на том подручју емитоване на телевизији. Такође, званичници, који нису били сигурни да ли је скијаш промашио капију у мушком слалому, питали су CBS да ли могу да прегледају видео снимак трке. Ово је био подстицај и инспирација да се развије оно што је постало познато као "тренутна реприза".
CBS је платио 394.000 долара (3,11 милиона долара из 2023.године) за ексклузивна права за емитовање Летњих олимпијских игара у Сједињеним Државама. Ово су биле прве летње олимпијске игре које су емитоване у Северној Америци. Поред Сједињених Држава, олимпијске игре су први пут емитоване у Канади и у Мексику.
Игре у Токију 1964. године биле су прве које су биле међународно емитоване. Укупно време емитовања програма испоручених путем сателита било је 5 сати и 41 минут у Сједињеним Државама, 12 сати и 27 минута у Европи и 14 сати и 18 минута у Канади. Слике су примљене путем сателита у Сједињеним Државама, Канади и у 21 земљи у Европи

## 1970-е
Летње олимпијске игре одржане у Минхену 1972. године је обележило интензивно извештавање екипа са терена због терористичког напада који је извршен од стране припадника Палестинске организације "Црни септембар", а који је био усмерен против спортиста из Израела.

## 1980-е

### Летње олимпијске игре 1980. године
Главни емитери игара били су Државна телевизија и радио СССР (са чак 1.370 акредитационих картица), Евровизија (31 земља) и Интервизија (11 земаља).
Главни телевизијски центар је користио 20 ТВ канала: Монтреал је користио 16, Минхен - 12, Мексико Сити - 7.

### Летње олимпијске игре 1984. године
Цена за ABC-јевих 180 сати емитовања била је 225 милиона долара. Све радио и телевизијске станице у Лос Анђелесу су пратиле Олимпијске игре током целог догађаја. Цена за откуп права на емитовање скоро се утростручила од 1980. до 1984. године (са 87 милиона долара на 225 милиона долара).

### Летње олимпијске игре 1988. године
Права преноса су обезбедила 42 емитера са 5 континената.

## 1990-е
NBC, који је имао права за емитовање игара, удружио се са Cablevision-ом за потребе експеримента, верујући да ће људи платити између 95 и 170 долара да би уживо видели догађаје који би се обично приказивали на касети на мрежи у ударном термину. У време када су игре почеле, релативно мало људи је наручило пакет, који је садржао црвене, беле и плаве канале на специјалном даљинском управљачу са три дугмета који су неки кабловски оператери нудили бесплатно као мамац да би се корисници пријавили за услугу. План је пропао, углавном због неспремности гледалаца да плате да виде неке догађаје док је покривеност других мрежа била бесплатна. NBC и Cablevision су изгубили милионе долара, а према једној процени њихов губитак износи 100 милиона долара.

## 2000-е

### Летње олимпијске игре 2000. године
У Сиднеју је 2000. године било преко 16.000 емитера и новинара, а процењује се да је 3,8 милијарди гледалаца пратило преносе на телевизији.
NBC је емитовао преко 400 сати програма на својим главним и сестринским станицама, CNBC и MSNBC. Недостатак америчког извештавања је био то што је било приказивано на касети, а не уживо, због временске разлике од 15 сати. Једини изузетак је била утакмица за златну медаљу у мушкој кошарци, у којој су САД победиле Француску 85–75. Утакмица је емитована уживо у ударном термину у суботу, 30. септембра, што је било поподне у недељу, 1. октобра у Аустралији по локалном времену.

### Летње олимпијске игре 2004. године
По први пут, емитерима је дозвољено да опслужују видео пренос олимпијских игара преко интернета, под условом да су претходно географски ограничили ову услугу, како би заштитили уговоре о емитовању у другим областима. На пример, BBC је омогућио да њихов комплетан пренос уживо буде доступан корисницима брзог интернета у Великој Британији бесплатно.

### Летње олимпијске игре 2008. године
Ове игре су биле прве које су емитоване у потпуности на телевизији високе дефиниције (у HD формату). У својој кандидатури за Олимпијске игре 2001. године, Пекинг је потврдио Олимпијској комисији за процену „да неће бити ограничења за медијско извештавање и кретање новинара до и укључујући Олимпијске игре".

## 2010-е
Настављајући посвећеност МОК-а да обезбеди емитовање телевизијског програма за што ширу светску публику, летње олимпијске игре 2012. требало је да емитују бројни регионални емитери. Иако су драматично смањена од 1980. године, телевизијска права Сједињених Држава која су тренутно у власништву NBC-ја и даље чине више од половине прихода МОК од права преноса.
Пошто су права за Летње олимпијске игре 2012. године била спојена са онима за Зимске олимпијске игре 2010. године, преноси су били углавном идентични за оба догађаја у контексту права емитовања.
У Европи је по први пут МОК одбио понуду ЕБУ-а за пренос олимпијских игара 2014. и 2016. године, тако да појединачне мреже у Европи морају индивидуално уговорити телевизијска права.